# Кенигсфелд (Саксонија)
Кенигсфелд (њем. Königsfeld) општина је у њемачкој савезној држави Саксонија. Једно је од 61 општинског средишта округа Средња Саксонија. Према процјени из 2010. у општини је живјело 1.669 становника. Посједује регионалну шифру (AGS) 14522280.

## Географски и демографски подаци
Кенигсфелд се налази у савезној држави Саксонија у округу Средња Саксонија. Општина се налази на надморској висини од 209 метара. Површина општине износи 28,4 km². У самом мјесту је, према процјени из 2010. године, живјело 1.669 становника. Просјечна густина становништва износи 59 становника/km².